# La fiamma della notte
La fiamma della notte (Night Lamp) è un romanzo di fantascienza del 1996 dello scrittore statunitense Jack Vance.
Ambientato nel Gaean Reach, segue Jaro Fath, un orfano alla ricerca delle sue origini.
La traduzione in italiano, di Gaetano Luigi Staffilano, fu pubblicata nel 1997 dalla Arnoldo Mondadori Editore, nel volume n. 1312 della collana Urania.

## Trama
Quando i Faths, una coppia senza figli di accademici, salvano il giovane Jaro da un pestaggio quasi fatale, scoprono che soffre non solo per le ferite fisiche subite, ma anche per il ricordo straziante della morte di sua madre, che pertanto deve essere cancellato insieme alla memoria dei suoi primi sei anni di vita.
Adottato dai Faths, Jaro cresce con l'unico obiettivo di diventare uno spaziale e scoprire la verità sui suoi ricordi mancanti, non interessandosi alla costante lotta per lo status sociale che caratterizza la società nella quale vive. 
La sua ricerca lo porta a Fader, un pianeta chiuso al resto della galassia i cui abitanti, che molto tempo prima hanno progettato razze schiave per sostenere il loro stile di vita aristocratico, mantengono ancora un feroce orgoglio sebbene l'età dell'oro di Fader sia passata da tempo e ora vivano nella paura delle loro creazioni.
Insieme a suo ritrovato padre, Jaro cerca un modo per rendere giustizia a sua madre.